# Valbelle
Valbelle é uma comuna francesa na região administrativa da Provença-Alpes-Costa Azul, no departamento dos Alpes da Alta Provença. Estende-se por uma área de 32,99 km². Em 2010 a comuna tinha 270 habitantes (densidade: 8,2 hab./km²).